# Артемьево (Шекснинский район)
Артемьево — деревня в Шекснинском районе Вологодской области.
Входит в состав сельского поселения Сиземского, с точки зрения административно-территориального деления — в Сиземский сельсовет.
Расстояние до районного центра Шексны по автодороге — 37,4 км, до центра муниципального образования Чаромского по прямой — 14 км. Ближайшие населённые пункты — Павловское, Поповское, Сыромяткино, Починок, Еремино, Соловарка, Кузьминское, Давыдково, Телибаново.
По переписи 2002 года население — 9 человек.